# 植田町 (いわき市)
植田町（うえだまち）は、福島県いわき市にある町である。郵便番号は974-8261。1955年に町村合併で勿来市が成立する前の旧石城郡植田町の中心地であった。

## 地理
いわき市南部の勿来地区に属する。北で江畑町、東で石塚町、東田町、佐糠町、南で錦町、西で仁井田町、中岡町とそれぞれ隣接する。概ね町村制施行以前の菊多郡植田村の流れを汲む地域である。二級水系鮫川と左岸支流の渋川に挟まれた合流部を範囲とする。勿来地区の中心市街地として商業地や住宅街が広がる。植田町内に所在するいわき南警察署及び錦町に所在する勿来消防署がそれぞれ管轄にあたる。

### 自然
河川
- 鮫川
- 渋川
- 天神川

公園
- 鮫川河川敷公園

## 歴史
- 1879年1月27日 - 平藩領植田村が福島県内における郡区町村制の施行により菊多郡の村となる[3]。
- 1889年4月1日 - 町村制の施行により植田村が東田村、添野村、石塚村、後田村、佐糠村、岩間村、小浜村、仁井田村、江畑村、高倉村と合併し、菊多郡鮫川村が新たに発足する。旧植田村域は鮫川村の大字となる[3]。
- 1896年4月1日 - 菊多郡と周辺郡との合併により石城郡が発足し、石城郡泉村となる[3]。
- 1923年4月10日 - 鮫川村が名称変更の上で町制施行し、植田町の大字となる[3]。
- 1955年4月29日 - 植田町が山田村、錦町、川部村、勿来町と合併、勿来市が新たに発足し、勿来市の大字となる[3]。
- 1966年10月1日 - 勿来市が平市・常磐市・内郷市・磐城市、石城郡小川町・遠野町・四倉町・川前村・田人村・好間村・三和村、双葉郡久之浜町・大久村と合併しいわき市となり、いわき市勿来地区の大字となる[3]。
- 1976年 - 一部が周囲の他の町丁の一部と共に中岡町として分離新設される[3]。

## 世帯数と人口
2017年（平成29年）4月1日現在の世帯数と人口は以下の通りである。
| 丁目               | 世帯数    | 人口    |
| ------------------ | --------- | ------- |
| 植田町本町一丁目   | 71世帯    | 198人   |
| 植田町本町二丁目   | 81世帯    | 136人   |
| 植田町本町三丁目   | 93世帯    | 172人   |
| 植田町本町         | 5世帯     | 12人    |
| 植田町南町一丁目   | 128世帯   | 265人   |
| 植田町南町二丁目   | 123世帯   | 299人   |
| 植田町町後・八幡台 | 3世帯     | 11人    |
| 植田町金畑         | 5世帯     | 15人    |
| 植田町横町         | 179世帯   | 404人   |
| 植田町番所下       | 22世帯    | 40人    |
| 植田町林内         | 36世帯    | 88人    |
| 植田町月山下       | 54世帯    | 140人   |
| 植田町東荒田       | 81世帯    | 220人   |
| 植田町西荒田       | 112世帯   | 312人   |
| 植田町小名田       | 106世帯   | 252人   |
| 植田町桜台         | 4世帯     | 12人    |
| 植田町館跡         | 43世帯    | 104人   |
| 植田町東館・館山   | 21世帯    | 53人    |
| 植田町館崎         | 8世帯     | 17人    |
| 植田町堂ノ作       | 30世帯    | 130人   |
| 植田町根小屋       | 451世帯   | 1,056人 |
| 植田町中央一丁目   | 119世帯   | 248人   |
| 植田町中央二丁目   | 128世帯   | 264人   |
| 植田町中央三丁目   | 224世帯   | 458人   |
| 計                 | 2,127世帯 | 4,906人 |

## 小・中学校の学区
市立小・中学校に通う場合、学区は以下の通りとなる。
| 番地                 | 小学校               | 中学校               |
| -------------------- | -------------------- | -------------------- |
| 月山下、根小屋、館山 | いわき市立菊田小学校 | いわき市立植田中学校 |
| 上記を除く全域       | いわき市立植田小学校 | いわき市立植田中学校 |

## 交通

### 鉄道
- JR常磐線
  - 植田駅

### 道路
- 国道6号常磐バイパス
  - 鮫川大橋
- 茨城県道・福島県道10号日立いわき線
- 福島県道20号いわき上三坂小野線
- 福島県道56号常磐勿来線
  - 鮫川橋

## おもな施設
- 植田郵便局
- いわき南警察署
- 市立勿来図書館
- 植田公民館
- 福島銀行植田支店
- 常陽銀行植田支店
- 植田八幡神社